# Eustala procurva
Eustala procurva là một loài nhện trong họ Araneidae.
Loài này thuộc chi Eustala. Eustala procurva được Pelegrin Franganillo-Balboa miêu tả năm 1936.